# American Pharoah
American Pharoah (født 2. februar 2012) er en amerikansk væddeløbshest af racen engelsk fuldblod, der vandt den amerikanske Triple Crown og Breeders' Cup Classic i 2015. Ved at vinde alle fire løb blev han den første hest nogensinde, der vandt "Grand Slam" i amerikansk hestesport. Han vandt i 2015 Eclipse Award for Hourse of the Year og samme  år Champion for treårige. Han er opdrættet af og har i hele sin karriere været ejet af Ahmed Zayat fra Zayat Stables, trænet af Bob Baffert, og har i de fleste af sine løb været redet af Victor Espinoza. Han er i dag avlshingst på Ashford Stud i Kentucky.
Efter en femteplads i sin debut som to-årig vandt American Pharoah sine næste løb, Grade I Del Mar Futurity og FrontRunner Stakes, begge gange med flere længder. En skade holdt ham ude af Breeders' Cup Juvenile, men de overbevisende sejre i de to løb indebar, at han blev kåret som 'American Champion Two-Year-Old Male Horse' ved Eclipse Awards i 2014.
American Pharoah indledte 2015-sæsonen med sejre i Rebel Stakes og Arkansas Derby og vandt herefter både Kentucky Derby og Preakness Stakes. Han vandt herefter det sidste løb i Triple Crown-serien Belmont Stakes, og blev derved den første amerikanske Triple Crown vinder siden Affirmed, der vandt i 1978. Vindertiden blev den næsthurtigste for en Triple Crown-vinder, og hans afsluttende tid på den sidste kvarte mil (24,32) var hurtigere end Secretariats, der er indehaver af den hurtigste tid i løbet. Senere på året vandt han Haskell Invitational, men den 29. august 2015 blev sejrsstimen på 8 sejre brudt, da han "kun" opnåede en andenplads i Travers Stakes på Saratoga Race Course. Efter en pause på to måneder deltog han ved Breeders' Cup, hvor han vandt det prestigefyldte løb Breeders' Cup Classic, hvor han udfordrede ældre heste for første gang, vandt med 61⁄2 længder og satte ny banerekord. 
Efter sejren i Breeders Cup blev hans karriere som væddeløbshest afsluttet og blev i stedet avlshingst.